# Милтон Манаки
Милтон Д. Манаки (на гръцки: Μιλτιάδης Μανάκιας, Μίλτος Μανάκιας, на сръбски: Милтон Манаки; на арумънски: Milton Manachia; на румънски: Milton Manachia) е балкански фотограф и кинопионер, заедно с брат си Янаки Манаки заснема първите филми на Балканите.

## Биография
Роден е на 9 септември 1882 година в пиндското влашко село Авдела в заможно земеделско и лихварско семейство. Основно образование завършва в родното си село. Започва да учи в Румънската гимназия в Янина, но я напуска с незавършен втори клас. Родителите му го изпращат в Гревена да учи занаят, но и там Милтон не проявява голямо усърдие и прекарва времето си в игри на табла и занимания с коне, които много обича.
В 1898 година брат му Янаки започва работа като преподавател по чертане и калиграфия в Румънската гимназия в Янина, като едновременно отваря и фотографско ателие. За да може да се оправя и с двете работи Янаки вика Милтон като помощник във фотоателието. Милтон с усърдие изучава фотографския занаят и бързо става майстор. В 1903 година Янаки Манаки публикува серия илюстрации в румънския вестник „Универсул“, от които повечето са от негови и на брат му фотографии на събития от Илинденското въстание. В 1905 година отразяват и изгарянето на Авдела от гръцки андартски чети.
В 1904 година братята купуват празно дворно място на главната улица на Битоля Широк сокак и изграждат там фотографско ателие по собствен проект. В 1905 година Янаки и Милтон се установяват за постоянно в Битоля и регистрират общо ателие. В 1905 година от Лондон Янаки изпраща на брат си камера „Биоскоп“ 300 от „Чарлс Ърбън Трейдинг“, с които двамата заснемат първите филми на Балканите. Янаки се грижи за художествената страна на творбите им, а Милтон снима на терен и в ателието и обработва фотографиите. Първите филми са заснети в Авдела, като е увековечена 114-годишната им баба, Деспина, която преде заедно с други жени от селото.
В 1906 година братята Манаки участват с фотографии на голямото Световно изложение в Букурещ, Румъния. Милтон получава златен медал и диплома. Неговият брат Янаки също получава златен медал и „Диплома за фотографии и лица от Македония“ и сребърен медал с „Диплома за фотографии от влашки църкви в Македония“. По покана на крал Карол I, братята отиват в кралската лятна резиденция в Синая, където са назначени за официални фотографи на кралското семейство и снимат краля и кралицата Елизабета.
След Първата световна война, в 1921 година двамата братя Манаки отварят в Битоля, вече в Кралството на сърби, хървати и словенци, първото лятно кино, наречено Кино „Манаки“ и на 26 август прожектират първия филм. По-късно е изградено ново закрито кино, в което първата прожекция е на 1 декември 1923 година. Киното сменя няколко собственици, докато в 1939 година не изгаря до основи. В 1935 година Янаки се изселва в Солун, Гърция, но Милтон остава в Битоля. Заснема важни епизоди от Втората световна война в Битоля.
Милтон Манаки говори осем езика и е социално активен – член е на Югославския червен кръст, на Ловния съюз, на Авиаторското дружество, на Съюза на профсъюзите и на Френско-сръбската лига. В 1936 година се жени, но няма собствени деца. Осиновява своя племенник от Лариса Леонидас Даукас, който израства в Югославия.
Милтон Манаки умира на 5 март 1964 година.